# O Uraguai
O Uraguai é um poema épico escrito por Basílio da Gama em 1769. Conta de forma romanceada a história da disputa entre jesuítas, índios (liderados por Sepé Tiarayú) e europeus (espanhóis e portugueses) nos Sete Povos das Missões, no Rio Grande do Sul. O poema épico trata da expedição mista de portugueses e espanhóis contra as missões jesuíticas para executar as cláusulas do Tratado de Madrid, em 1756. Tinha também o intuito de descrever o conflito entre o ordenamento racional da Europa e o primitivismo do índio. Esse poema é também um marco na literatura brasileira, representando uma quebra com o modelo clássico do poema épico. O Uraguai é composto por apenas cinco cantos (ao invés dos dez cantos de Os Lusíadas) e apresenta 1377 versos brancos (sem rima) e nenhuma estrofação. Outra característica que diferencia O Uraguai dos outros poemas épicos é o fato de narrar um episódio histórico muito recente.

## Sobre o autor

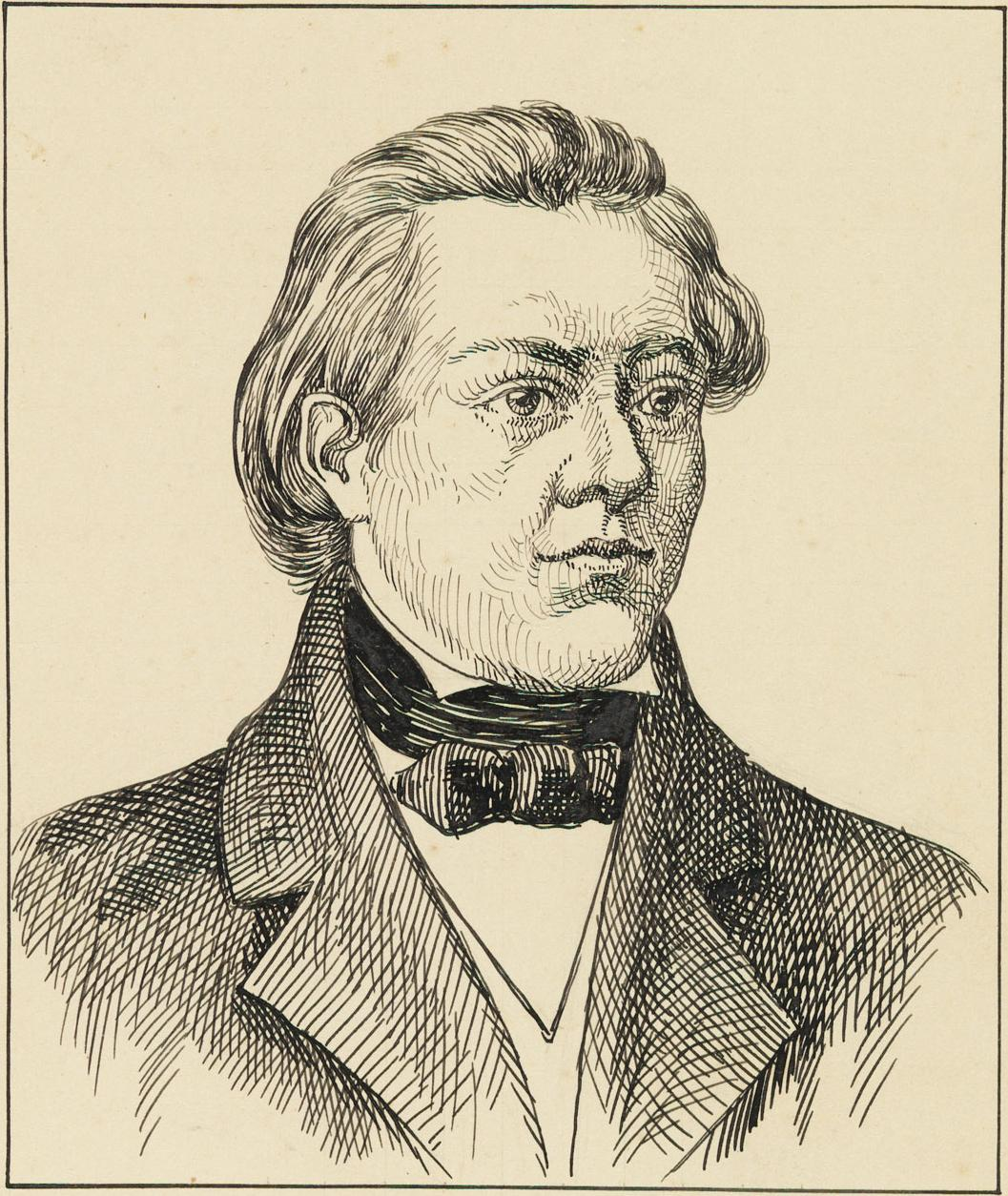
Basílio da Gama

José Basílio da Gama (São José do Rio das Mortes, atual Tiradentes, Minas Gerais, 8 de abril de 1741 – Lisboa, 31 de julho de 1795) era filho de pai reinol – isto é, nascido na metrópole – e mãe brasileira. Tinha 16 anos quando ingressou como noviço na Companhia de Jesus, permanecendo até 1760, quando se desliga; possivelmente porque meses antes a Ordem tinha sido expulsa de Portugal e das colônias. É importante perceber que já havia ocorrido o Tratado de Madrid (1750). Também já havia acontecido a resistência e as Guerras Guaraníticas, que serão o tema central d'O Uraguai. Basílio convivera com os jesuítas, que lhe contaram a história sobre seu ponto de vista, e conviveu também com o Brigadeiro Alpoim e seus filhos, que participaram da campanha no sul e que tinham outro ponto de vista sobre a mesma história.
Após se desligar da Ordem Jesuítica, Basílio parte para a Itália, onde participa da Arcádia Romana, sob o pseudônimo de Termindo Sipílio, sendo o único brasileiro naquela agremiação. Em 1768, Basílio é preso em Portugal por decreto do primeiro-ministro Sebastião José de Carvalho e Melo (futuro Marquês de Pombal). O motivo seria a sua relação com os jesuítas. É nesse momento que escreve um epitalâmio denominado Epitalâmio da excelentíssima senhora dona Maria Amália, para a filha do primeiro-ministro, na qual exaltava as virtudes do pai da moça. Lisonjeado, Sebastião transforma Basílio em seu protegido e, mais tarde, em seu secretário.

## O Uraguai

### Estrutura
Na edição original d'O Uraguai (1769) havia uma epígrafe em latim retirada da Eneida de Virgílio. No texto latino vemos o momento em que se conta para Eneias a história de como Hércules matou o gigante Caco, que oprimia os povos nativos da Arcádia. Conforme vai-se lendo O Uraguai, percebe-se a metáfora.
| “                                                                                    | \| At specus et Caci detecta apparuit ingens Regia et umbrosae penitus patuere cavernae \| Mas a caverna, e o imenso reino de Caco apareceu descoberto, e o sombrio inferno se abriu por completo. \| | ” |
| At specus et Caci detecta apparuit ingens Regia et umbrosae penitus patuere cavernae | Mas a caverna, e o imenso reino de Caco apareceu descoberto, e o sombrio inferno se abriu por completo.                                                                                               |   |

Na página seguinte se encontra um poema homenageando o Conde de Oeiras (futuro Marquês de Pombal). O soneto exalta a vida do conde, dizendo que se deveria fazer uma estátua do primeiro-ministro e que seria desnecessário pôr seu nome, pois todos saberiam de quem é o monumento. Termina listando todas as conquistas pombalinas, como a reconstrução de Lisboa, o desenvolvimento do comércio e a destruição da hipocrisia. O início do poema é um preâmbulo não-narrativo (presente nos versos 1–20 do Canto I). Este pode ser divido em três:
Proêmio (vv. 1–5)

Invocação/proposição + verso de transição (vv. 6–9)

Dedicatória (vv.10–20)
A obra é dedicada a Francisco Xavier de Mendonça Furtado, irmão do futuro Marquês de Pombal. No primeiro bloco da dedicatória, Basílio pede a proteção de Mendonça e exalta ao próprio e a seus irmãos Sebastião e Paulo António de Carvalho e Mendonça, inquisidor-mor de Portugal.

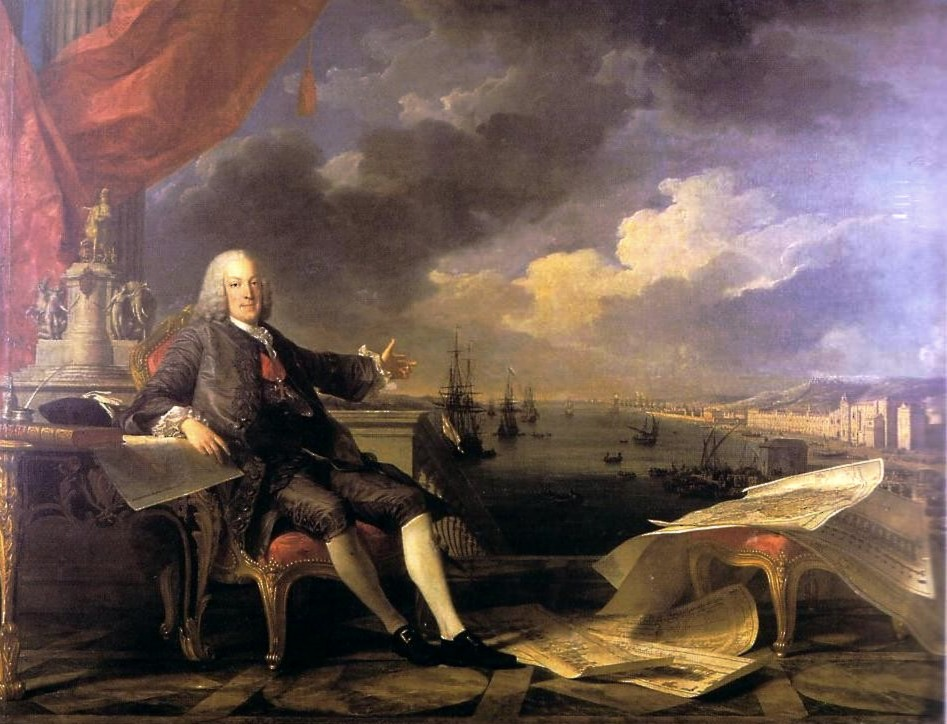
O Marquês de Pombal e a cidade de Lisboa, de Louis-Michel van Loo (1707–1771) e Claude-Joseph Vernet (1714–1789), Museu da Cidade, Lisboa

A narrativa começa efetivamente no Canto II, ainda que no verso 21 do Canto I comece com "Já", dando noção de continuidade dos acontecimentos. Porém, aqui, isso é apenas construção de um cenário para se contar os inícios da guerra através do discurso de Gomes Freire de Andrade a Catâneo, que evoca desde o Tratado de Madri até a enchente do rio Jacuí. Cria-se uma situação de analepse, marcando o início in medias res, por colocar os antecedentes do momento presente na forma de retrospectiva.
O final do livro é marcado pela peroração (versos 140–150), na qual o autor fala com o próprio texto. Neste diálogo, a voz garante ao poema fama imortal para, em seguida, ordenar-lhe que assuma sua condição de americano, pois isso não o irá desmerecer. Os versos trazem à tona uma consciência que aparece ao longo de toda a obra: o fato de ser uma obra de natureza híbrida, herdeira da tradição europeia (Arcádia) e fruto do universo americano (desconhecido e estranho), sendo uma obra nova. Mesmo após a morte do poeta, o poema poderá ingressar na Arcádia, em seu lugar de direito, pela mão de Mireo, pseudônimo do poeta italiano Michel Giuseppe Morei, o mesmo que dera ingresso a Basílio na agremiação.

### Canto I

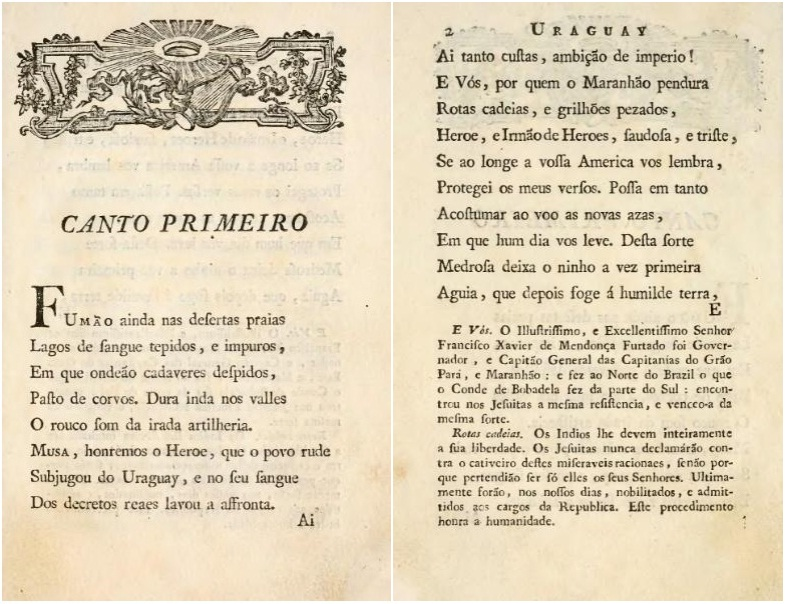
Fac-símile das duas primeiras páginas do canto primeiro de O Uraguai, de Basílio da Gama.

O poema começa com uma introdução que evoca a vitória do grande herói Gomes Freire de Andrade, futuro Conde de Bobadela, sobre os rudes povos que viviam à margem do rio Uruguai, chamado na época de Uraguai. A história retorna ao momento em que Andrade espera as conduções para transportar o armamento e de reforços prometidos pela Espanha. Fica-se sabendo que o governo espanhol estava em dúvida por conta da influência dos jesuítas naquelas terras, pois eram os únicos que exploravam a mão de obra indígena e vendiam o excedente para a Europa sem pagar impostos de transporte, sobre mandar o general Catâneo para se unir a Andrade.

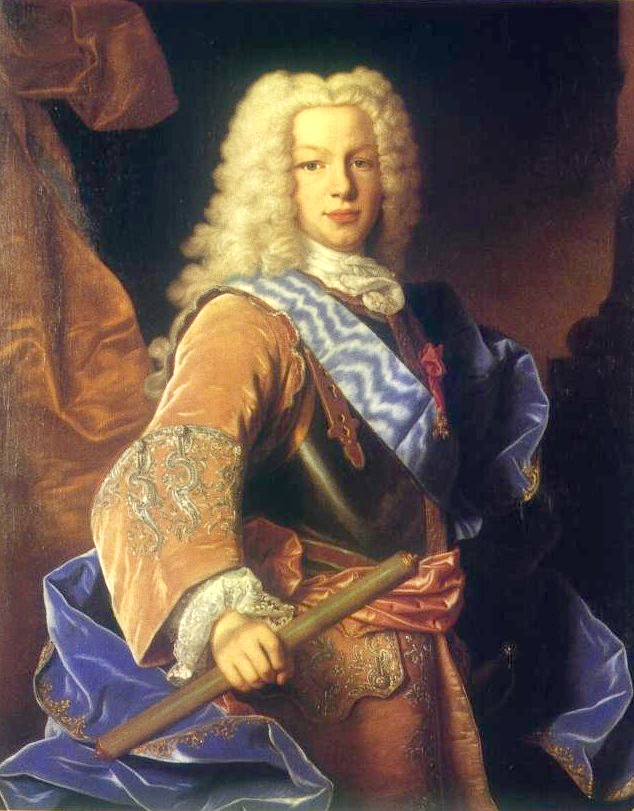
Rei Fernando VI

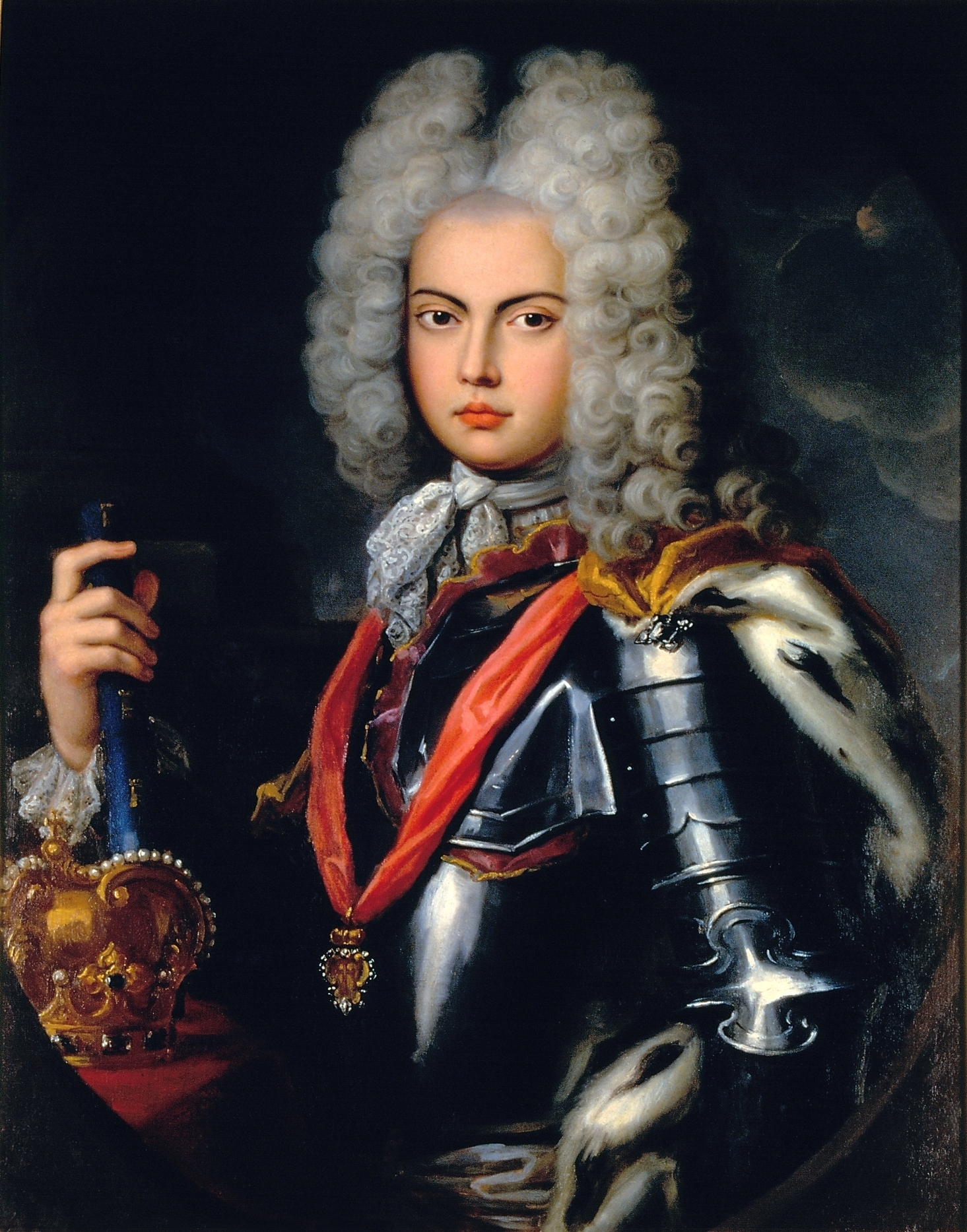
D. João V, o Magnânimo

Finalmente chegam os transportes necessários (cavalos e carretas de bois), trazidos pelo generoso Almeida. Quando os exércitos se encontram, Andrade manda realizar um desfile de suas tropas para o aliado perceber o seu poder. Em primeiro lugar passa a guarda, seguida pela artilharia, o tesouro militar e os mitrados granadeiros. Catâneo vai perguntando quem são os que passam, e Gerardo vai respondendo que são Meneses, o grande brigadeiro Alpoim e seus filhos (vemos uma homenagem de Basílio a Vasco Alpoim, morto em combate), Mascarenhas e Castro. Por fim, passam os dragões "de duros peitos". Terminado o desfile, Andrade convida Catâneo para um banquete no qual Matúsio elogia o português com um canto sobre seu passado heroico e no qual prevê um futuro glorioso.
Durante o banquete, Catâneo pergunta a Andrade sobre o início da guerra e quais as intenções dos padres rebeldes, pois na Europa falava-se de um império jesuíta. É a deixa para Andrade tomar a palavra e relembrar o início da guerra. Conta que D. João V de Portugal e D. Fernando VI da Espanha resolveram os problemas de limites entre os dois impérios através da troca de terras, criando novas fronteiras. Andrade, por parte de Portugal, e Valdelirios, por parte da Espanha, são enviados para a região para garantir o cumprimento do Tratado de Madrid; porém, os jesuítas não quiseram obedecer, armaram os índios e os fizeram lutar. Por essa razão, Andrade precisa parar as demarcações e aguardar o exército espanhol para marcharem juntos contra os índios. Entretanto, antes que os exércitos se juntem, os índios atacam o forte português em Rio Pardo, perdem o combate e muitos são feitos prisioneiros. Andrade parte em busca dos Sete Povos, sempre aguardando a chegada dos espanhóis.
Na altura do rio Jacuí, Andrade recebe a notícia de que o general espanhol não viria, pois os índios tinham esterilizado os campos, obrigando-os a se retirarem. O espanhol aconselha o aliado português a fazer o mesmo, mas Andrade, irado, responde que não sabia andar para trás; que os espanhóis viessem quando pudessem. Começa, então, uma guerra contra a natureza, pois começa a chover e faz com que o nível do rio Jacuí suba, obrigando os portugueses a se refugiarem no alto das árvores, onde ficam por dois meses numa espécie de "Veneza". Pela continuidade da chuva, pela falta de mantimentos e pela ausência dos reforços espanhóis, Andrade decide retirar-se. O general encerra a narrativa e passa a promover alguns de seus oficiais. Por fim, batiza o local de encontro das tropas de Campo das Mercês.

### Canto II

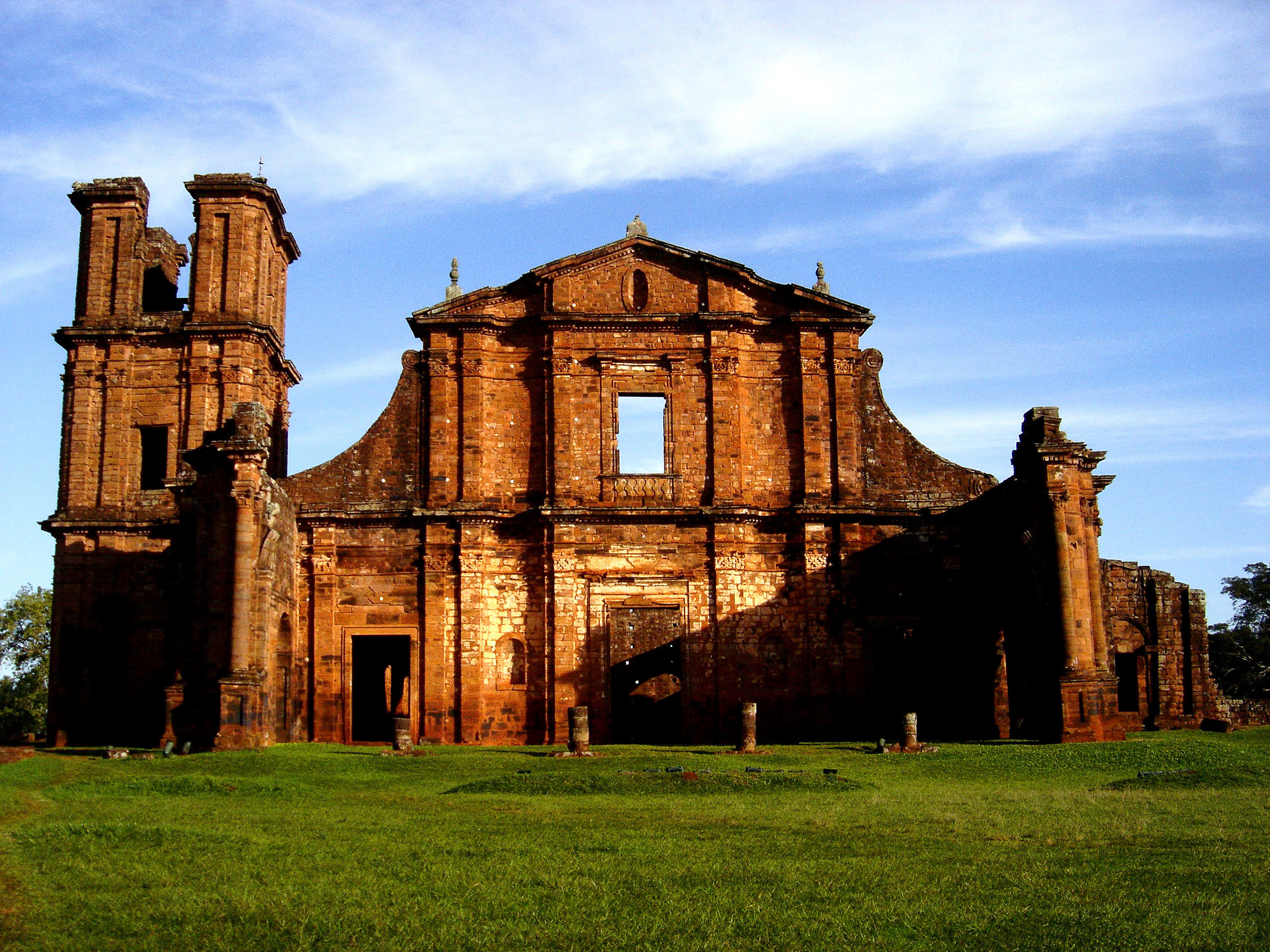
Ruínas da catedral de São Miguel, um dos sete povos das Missões fundado por guaranis e jesuítas em 1632

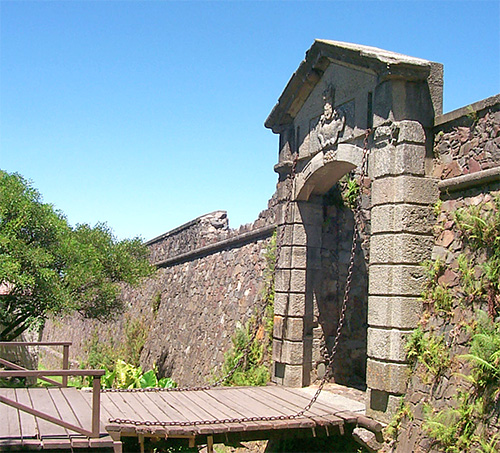
Colônia do Sacramento

Com os exércitos unidos, começa a marcha contra os Sete Povos. Depois de muitos dias andando as tropas encontram um batalhão de índios, e Andrade, numa tentativa de resolver os problemas com diplomacia, manda soltar os bem-tratados índios prisioneiros. Estes recebem um abraço de Andrade, se despedem e partem em direção a seus irmãos, contando sobre a nobreza do general.
Neste momento vêm descendo para o acampamento dos exércitos europeus dois índios: Sepé Tiaraju, que não faz nenhum tipo de cumprimento, e Cacambo, que faz uma estranha mesura. Começa o diálogo entre os três "heróis": Cacambo, Andrade e Sepé. Primeiro fala Cacambo, denunciando a crueldade dos brancos, mas confiando que as armas podem dar lugar à razão (vemos aqui um discurso iluminista). Continua argumentando que se o rei da Espanha quer dar terras ao de Portugal, que dê Buenos Aires ou Corrientes. Afirma que a Colônia do Sacramento é mais importante, estrategicamente, que as Missões. Diz ele que as Missões nada têm de interessante para os brancos a não ser o que é produzido pelos índios, sob a orientação dos padres jesuítas.
O argumento de Andrade é o de conseguir a paz, mas sem perder a autoridade. Explica que ele representa o rei e que, em nome deste, pode punir. Diz que na realidade os padres formam um "império tirânico", transformando os índios em escravos, e que o desejo de D. João V é que eles sejam livres. Argumenta também que o bem público é mais importante do que o bem privado (outra vez temos um ideal iluminista) e que, portanto, os índios devem deixar as terras para que haja sossego na Europa. Eles serão rebeldes se não obedecerem ao rei, porém Andrade reconhece que os rebeldes são os "bons padres" (ironia criada por Basílio). Andrade ainda apela para o juramento de fidelidade que Cacambo, como cacique, realizou em relação ao rei e diz que aqueles braços que o índio vê são os próprios braços do rei. Ao dizer isso o general português tenta acariciar Cacambo, mas este repele o gesto.
Já a fala de Sepé, que interrompe Cacambo, é tão curta quanto agressiva e é marcada pelo direito natural, pois ele argumentava que as terras em que vivem são heranças dos antepassados que eles deveriam dá-las aos seus descendentes. Sepé termina dizendo: "Quereis a guerra, e terás guerra". Andrade também julga inevitável o combate e permite que os dois vão embora, mas antes os presenteia. Cacambo ganha uma bela espada, e Sepé um arco de ponta de marfim e uma aljava cheia de flechas novas – a mesma aljava que ele perdera quando fora trazido prisioneiro no combate de Rio Pardo. Percebendo a ironia de Andrade, Sepé diz que logo irá devolver ao general todas as suas flechas.
Terminados os discursos e as fracassadas tentativas de paz, preparam-se para o combate. Os índios surpreendem porque saem de grutas cavas no solo e alvejam com uma chuva de flechas os soldados, que prontamente reagem. Um jovem índio chama a atenção no meio do combate: é Baldetta (afilhado do Padre Balda e fruto das "orações" deste), que muitos feria e a todos inquietava, até que Gerardo decide enfrentá-lo. Gerardo dá um tiro e puxa a espada, o que assusta Baldetta. Ao fugir, o índio deixa as rédeas caírem e sai sem controle. Quando Gerardo vai abatê-lo, intervém Tatu-Guaçu, com o peito protegido por uma pele de jacaré que ele mesmo caçara.
Os dois são separados pelo combate, e a vitória iminente dos brancos faz com que os índios comecem a bater em retirada. Lutam apenas os mais bravos, como Sepé. Este, após esvaziar a aljava matando muitos  brancos, aguarda novas flechas quando o governador de Montevidéu investe contra ele. Sepé arremessa a lança contra o inimigo, porém ela passa entre o braço e o corpo e fica cravada no chão, balançando. O governador ataca e fere Sepé na testa e no peito, e corta as rédeas de seu cavalo, que foge pelo campo desgovernado, levando sobre si o valente índio ferido. O espanhol dá voz de rendição a Sepé, entretanto recebe como resposta uma flecha que por pouco não o acerta. Retalia o governador com um tiro no peito de Sepé, que tenta por três vezes se levantar antes de cair morto. Assim, sem seu grande comandante, os índios fogem protegidos por seus heróis remanescentes: Cacambo, Caitutu e Tatu-Guaçu.

### Canto III
Vencida a batalha campal, Andrade vai em direção às Missões. Dias mais tarde acampam junto ao rio Uruguai. Numa noite, Cacambo, que ainda não havia voltado para casa depois do combate, estava perto do exército português e não consegue dormir, quando aparece ("talvez fosse ilusão", ressalta Basílio) a imagem de Sepé, ainda com os sinais de sua morte. O índio morto dá a Cacambo duas opções: fugir ou agir.
Sepé sugere que Cacambo aproveite o tempo seco e a noite escura e queime o acampamento luso enquanto estão descuidados, desaparecendo logo a seguir em meio à fumaça – ou então poderia ser covarde e fugir. Cacambo decide agir e atravessa o rio na parte mais quieta. Busca o melhor lugar, a favor do vento, e roçando dois gravetos ateia fogo à palha seca que veloz se propaga, atingindo o acampamento enquanto ele se joga no rio e retorna para as Missões para dar a notícia ao padre Balda. Andrade, como o excelente administrador que era, escolheu o que deveria se deixar queimar, o que se deveria salvar e onde essas coisas deveriam ser postas, de modo que salvou o acampamento.
O narrador lamenta o futuro de Cacambo quando este se aproxima da "pátria amada". Cacambo era cacique e havia se casado com Lindoia, também de origem nobre. O padre Balda, entretanto, impediu que o cacique permanecesse com a esposa, visto que queria que seu "afilhado" Baldetta assumisse o posto de mando pertencente ao índio generoso. Com o retorno antecipado de Cacambo, Balda manda prendê-lo e por fim mata-o com licor envenenado antes que Cacambo possa rever sua amada. Esta, por sua vez, se desespera e busca a morte.

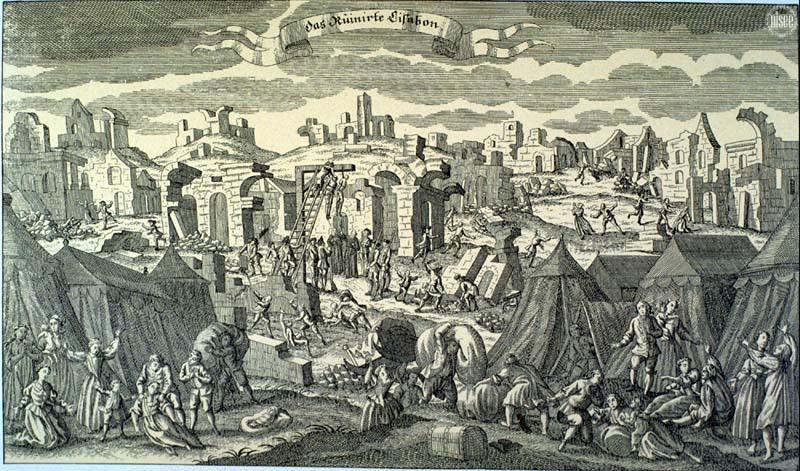
Gravura alemã de época retratando os sobreviventes do terremoto de Lisboa

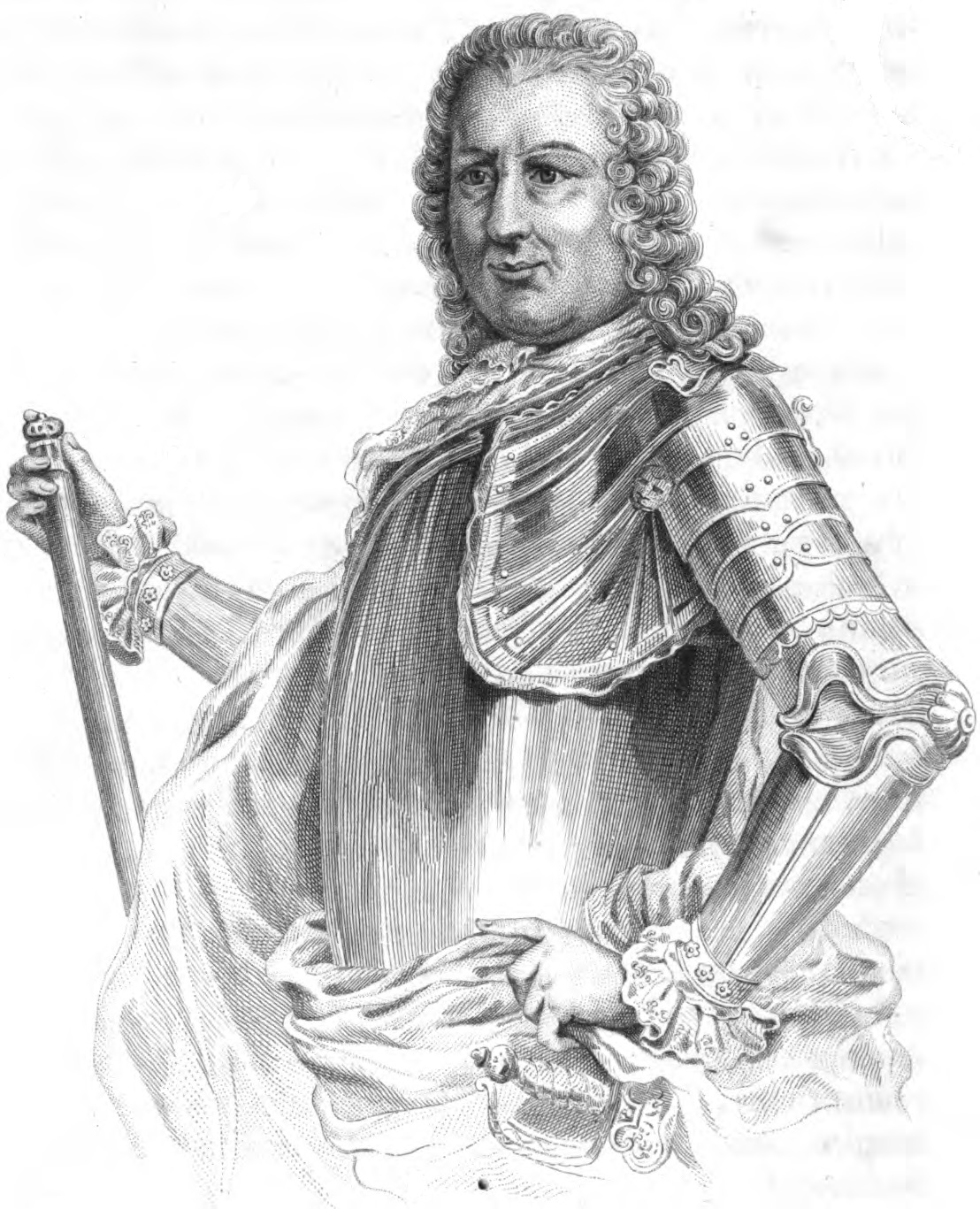
Gomes Freire de Andrade

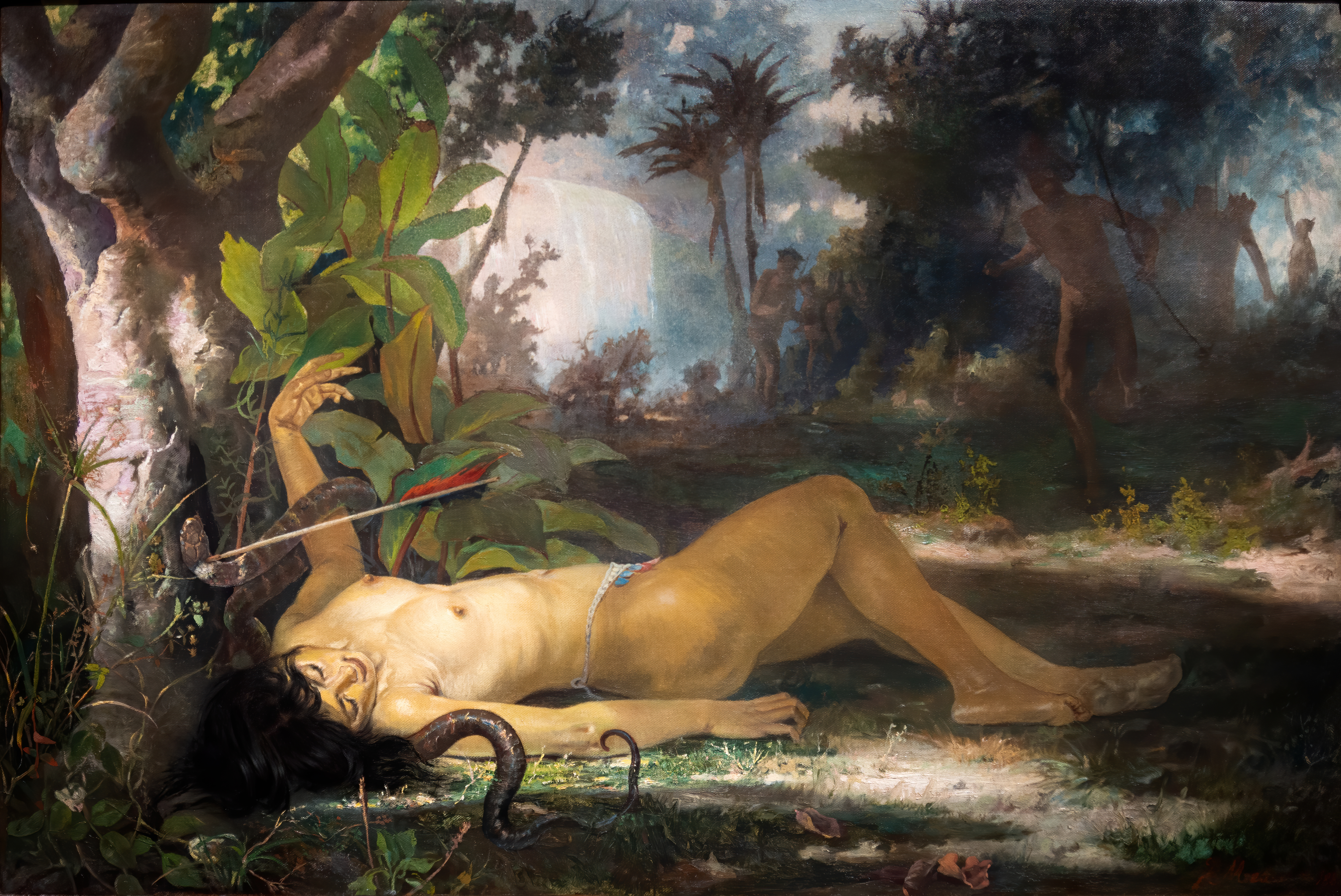
Lindoia (1882), por José Maria de Medeiros.

Lindoia recorre à velha feiticeira Tanajura na esperança de que ela lhe forneça algo que a ajude a encontrar Cacambo. A velha leva a jovem à gruta e lá prepara um feitiço com água da fonte e sobre ele diz algumas palavras. Porém, em vez de ver o marido morto, Lindoia vê o terremoto de Lisboa (1755); vê a seguir o Marquês do Pombal surgindo do céu e reconstruindo a cidade, reorganizando a armada e expulsando os jesuítas de Portugal. Por fim vê destruída a "república infame" e vingada a morte de Cacambo. Lindoia continua desconsolada, pois não entende nada do que vê.

### Canto IV
Andrade, após salvar as tropas do incêndio, marcha em direção aos Sete Povos das Missões. Sobe uma alta montanha e de lá contempla a beleza da região. Enquanto isso, padre Balda dá início aos festejos do casamento de Baldetta com Lindoia, com um desfile militar. Primeiro vem Cobé, com o rosto tingido de vermelho; após aparece Pindó, que substituíra Sepé. Em seguida vem Caitutu, irmão de Lindoia, e depois Baldetta, liderando a esquadra que fora de Cacambo. Por fim, passa Tatu-Guaçu com seus guerreiros vestidos com pele de jacaré. Todo o desfile é observado pelo padre Balda, pelo padre Tedeo e pelo gorducho irmão Patusca.
Faltava apenas Lindoia para dar início à estranha festa de casamento no meio da guerra e sem cumprir o luto oficial. Muitos procuram e descobrem, através de Tanajura, que ela penetra na parte mais remota do antigo bosque. Lá, Caitutu encontra, entre jasmins e rosas, Lindoia junto a uma pedra que lhe servia de lápide e um fúnebre cipreste que lhe cobria com uma sombra melancólica. No seu corpo se enrola uma serpente verde que Caitutu, depois de hesitar três vezes, acerta com uma flecha, mas já é tarde demais. Caitutu, ao tomar a irmã nos braços, descobre os sinais do veneno; ela já havia sido picada, e percebe o quanto era bela a morte no rosto de Lindoia.
Quando Balda descobre o suicídio (o narrador chega a comparar Lindoia a Cleópatra) proíbe que ela seja velada e sepultada, sequer permite que se chore por ela e manda deixar seu corpo exposto às feras. Após, busca vingança contra Tanajura, condenando a velha à morte num auto de fé. Neste momento entra na Missão um índio dando o alarme da chegada dos inimigos. Tedeo sugere reunir as tropas em outra cidade dos Sete Povos e Balda dá a ordem de retirada, mandando que se queime tudo, a começar pela choupana de Tanajura, com a dona dentro.
Quando as tropas chegam à Missão percebem que já era tarde demais, e Andrade vê tudo em cinzas. Não restava um único edifício em pé, e Andrade, indignado com o que vê, chora. Entram no grande templo e veem destruídas as imagens sagradas, e, na abóbada, contemplam uma grande pintura. O narrador termina o canto invocando o "gênio da inculta América" para inspirá-lo a continuar a história.

### Canto V
Na pintura do teto, que continha grandes façanhas e conquistas dos jesuítas, Andrade vê uma alegoria da Companhia de Jesus, que aparece como uma entidade que submete vilas, cidades, províncias e reinos. Nas cenas pintadas, o general interpreta vários crimes e atos de corrupção cometidos pela Ordem. As mortes de Henrique III e Henrique IV, da França, são atribuídas a maquinações jesuíticas. Aparecem, ainda, padres indo dois a dois espalhando-se pelos quatro cantos do mundo, desde o Tejo até o Amazonas, desde o Ganges até o Nilo. Uma das pinturas evocava a nau dos jesuítas, que realizavam comércio clandestino. A influência da Companhia de Jesus no Oriente também estava representada. No outro lado do teto, havia alusões ao atentado ao parlamento inglês e à participação no fracasso da campanha de D. Sebastião em Alcácer-Quibir, para beneficiar a Espanha.
Andrade, após observar a pintura, se apressa ao outro povo para surpreender os índios e dar fim à guerra. Lá chegando, encontra os padres em fuga sorrateira, abandonando os índios à própria sorte. Prendem-nos e divertem-se com Patusca, que tentava fugir levando paios e presuntos. O general português se mostra benévolo para com os índios e é cercado por eles em sinal de gratidão. Caía por fim a "república jesuítica" no sul do Brasil. O texto termina com uma peroração que já foi analisada anteriormente.

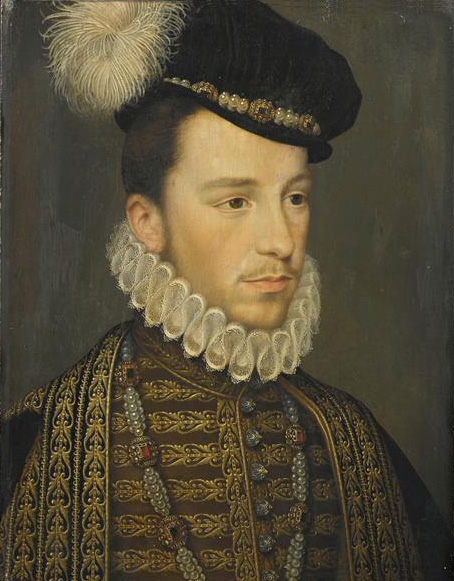
Henrique III de França, assassinado em 1º de agosto de 1589.
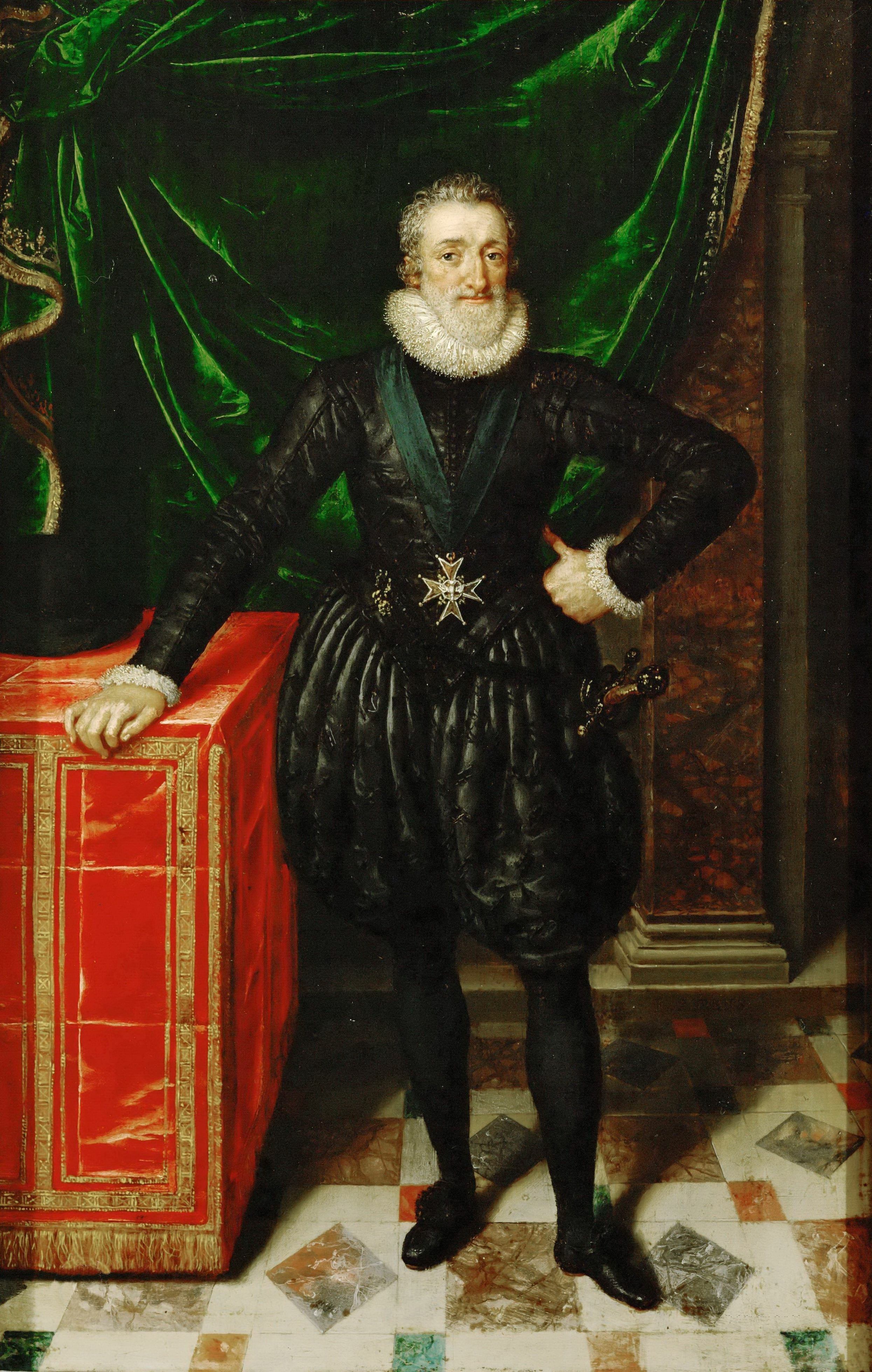
Henrique IV de França, assassinado em 14 de maio de 1610.
Retrato do Rei D. Sebastião (1571–74), por Cristóvão de Morais, no Museu Nacional de Arte Antiga. D. Sebastião desapareceu em Alcácer-Quibir em 4 de agosto de 1578.
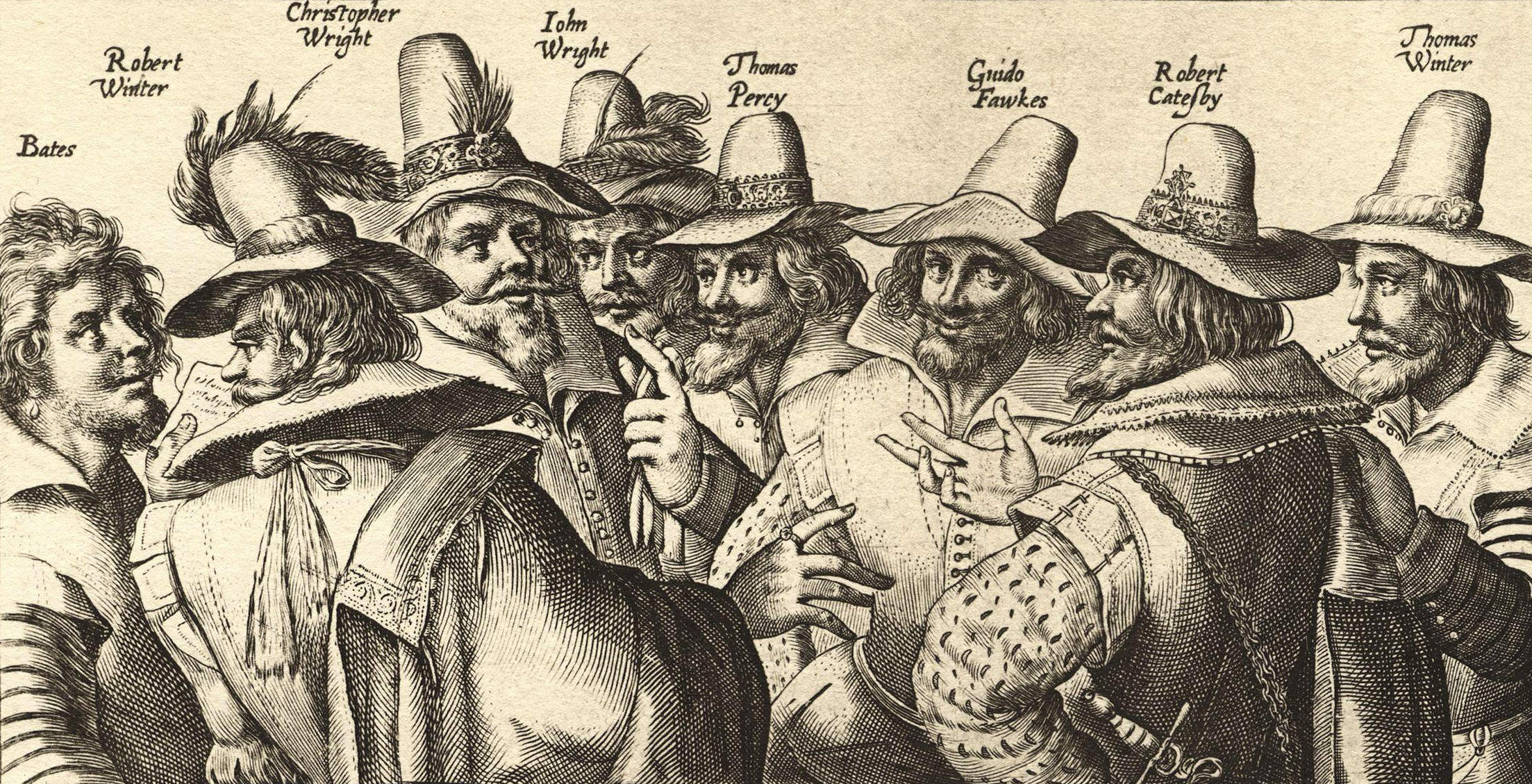
Ilustração contemporânea dos conspiradores que atentaram contra o parlamento inglês na chamada Conspiração da Pólvora.

## Comparação comOs Lusíadas
Basílio da Gama escreveu O Uraguai em alusão a Os Lusíadas de Luís Vaz de Camões. Apesar de ambos serem poemas narrativos épicos, Os Lusíadas é composto por 8816 versos decassílabos, distribuídos em dez cantos, enquanto n'O Uraguai temos 1377 versos brancos (como nas épicas gregas) sem estrofação regular, divididos em cinco cantos. Vemos mais uma diferença logo no início da obra: enquanto Camões escreveu o seu proêmio junto com a invocação às ninfas do Tejo, depois sua proposição e por último sua dedicatória, Basílio optou por escrever primeiro o proêmio, juntar a invocação com a proposição e finalizar, também, com a dedicatória.

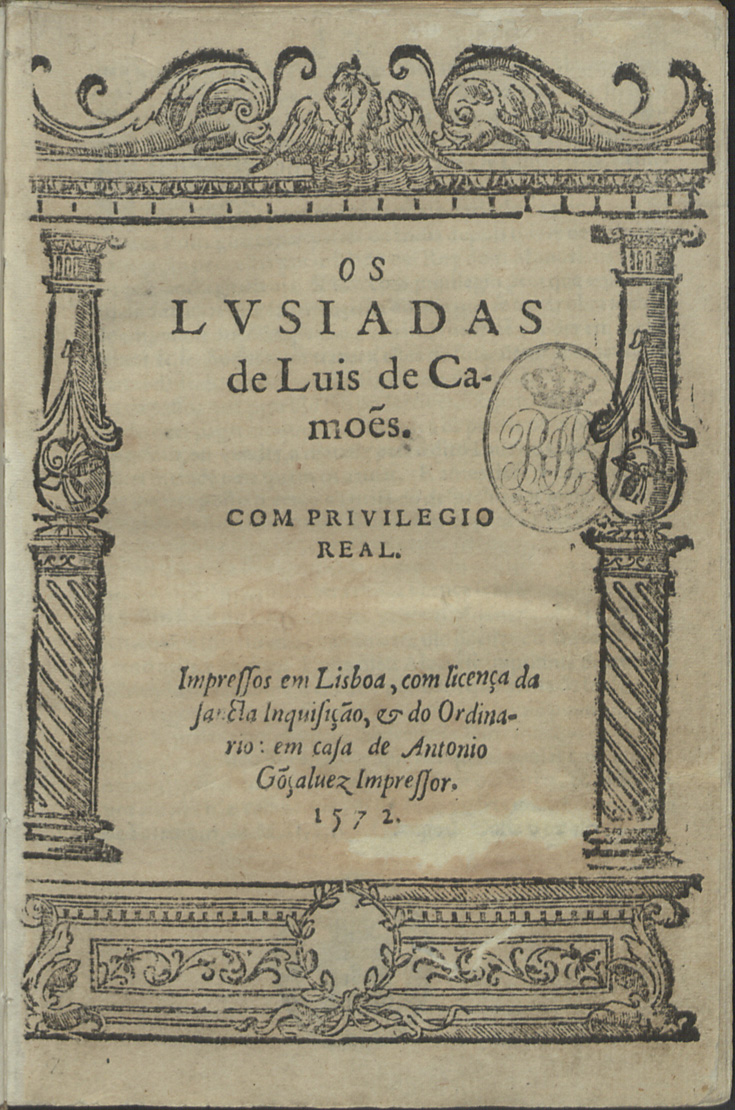
Capa da primeira edição de Os Lusíadas, de 1572

As obras se aproximam mais no seu conteúdo. Apesar de a narrativa em O Uraguai começar apenas no Canto II, vemos ainda no Canto I, assim como n'Os Lusíadas, que há um verso começando com o advérbio "Já", o que passa uma ideia de continuidade.
Vemos outra semelhança entre as clássicas obras no discurso de um personagem para o outro, para explicar os acontecimentos passados, pois ambas começam in medias res. No caso de Os Lusíadas temos o discurso de Vasco da Gama ao rei de Melinde. N'O Uraguai vemos situação semelhante através do discurso de Andrade a Catâneo.
Temos também na obra de Basílio uma clara referência à de Camões no diálogo de Andrade com Cacambo e Sepé (Canto II). Cacambo faz um enfático argumento contra a natureza, dizendo que o mar não cumprira seu papel de separar as terras e impedir que os europeus chegassem à América; alusão ao discurso do Velho do Restelo (Canto IV, estrofe 102, d'Os Lusíadas).
Os dois poemas épicos trazem como heróis personagens reais: Gomes Freire de Andrade n'O Uraguai e Vasco da Gama em Os Lusíadas.